# Caius Veturius Geminus Cicurinus
Pour les articles homonymes, voir Veturius Cicurinus.
Caius Veturius Geminus Cicurinus est un consul romain du Ve siècle av. J.-C.

## Famille
Il est membre des Veturii Cicurini, une branche patricienne de la gens des Veturii. Les auteurs antiques ne s'accordent pas sur son praenomen : Tite-Live donne Caius, Denys d'Halicarnasse Publius et Cassiodore Lucius avec le nomen Vetusius.
Il est le frère de Titus Veturius Geminus Cicurinus, leur cognomen Geminus signifiant « jumeau ». S'il se prénomme Publius, il pourrait être le père de Caius Veturius Cicurinus, consul en 455 av. J.-C.

## Biographie

### Questure (509)
Pour 509 av. J.-C., première année de la République romaine, Plutarque donne deux questeurs désignés selon une disposition des Leges Valeriae Publicolae : Publius Veturius et Marcus Minucius Augurinus. Ce Publius Veturius peut probablement être identifié au Caius Veturius donné par Tite-Live comme consul en 499 av. J.-C.

### Consulat (499)
En 499 av. J.-C., il est consul avec Titus Aebutius Helva pour collègue. Il triomphe sur la ville de Fidènes, colonie étrusque. Durant son consulat, Crustumerium est prise et Préneste rejoint la République romaine, abandonnant les Latins.
La guerre contre les Latins, menée par le roi exilé Tarquin le Superbe et son gendre dirigeant de Tusculum, éclate peu de temps après. Un dictateur est nommé, Aulus Postumius Albus, qui prend Titus Aebutius Helva comme maître de cavalerie.

### Auteurs antiques
- Tite-Live, Histoire romaine [détail des éditions] [lire en ligne], livre II
- (en) Denys d'Halicarnasse, Antiquités romaines, Livre V, 40-58 sur le site LacusCurtius

### Auteurs modernes
- (en) T. Robert S. Broughton, The Magistrates of the Roman Republic : Volume I, 509 B.C. - 100 B.C., New York, The American Philological Association, coll. « Philological Monographs, number XV, volume I », 1951, 578 p.